# Новое Сумароково (Бугульминский район)
Новое Сумароково — село в Бугульминском районе Республики Татарстан Российской Федерации. Административный центр Новосумароковского сельского поселения.

## География
Расположено на реке Ютаза, в 20 км к северо-востоку от Бугульмы и в 3 км к северу от железнодорожного разъезда Аргуновский (на линии Москва — Ульяновск — Уфа)

## Топоним
Село имело второе название Троицкое.

## История
Село основано в 1740-х годах. Первые поселенцы — русские владельческие крестьяне.
Имелись Троицкая церковь, церковно-приходская школа, земская начальная школа (открытая в 1903 году), волостное правление, земская станция.

## Население
В 1859 году насчитывалось 86 дворов и 883 жителя, в 1900 году
169 дворов, 865 жителей.

## Инфраструктура
МБОУ Сумароковская начальная школа — детский сад.
Новосумароковский сельский дом культуры.
Новосумароковская сельская библиотека-филиал №22

## Транспорт
Село доступно автотранспортом. Остановка общественного транспорта «Новое Сумароково».